# Stenostomum myrtifolium
Stenostomum myrtifolium là một loài thực vật có hoa trong họ Thiến thảo. Loài này được Griseb. miêu tả khoa học đầu tiên năm 1861.